# Jeffrey Simpson
Jeffrey Carl Simpson (New York, 17 febbraio 1949) è un giornalista canadese.
È il cronista politico degli affari interni del Globe and Mail.
Nato a New York, arriva in Canada all'età di dieci anni e studia alla Queen's University e alla London School of Economics. Nel 1972, diventa segretario personale del neodemocratico Ed Broadbent. Entra a far parte del Globe and Mail nel 1974.
La sua carriera giornalistica comincia al municipio di Toronto. Si occupa della politica del Québec, quindi si stabilisce a Ottawa nel 1977. Corrispondente a Londra dal 1981 al 1983, scrive la cronaca nazionale dal 1984.
Jeffrey Simpson si è interessato alle relazioni tra il Canada e gli Stati Uniti. Si è anche espresso contro la monarchia britannica. Stimato per il suo lavoro di giornalista, è stato decorato ufficiale dell'Ordine del Canada nel gennaio 2000.

## Opere pubblicate
- Discipline of Power, 1980
- Spoils of Power, 1988
- Faultines, Struggling for a Canadian Vision, 1993
- The Anxious Years, 1996
- Star-Spangled Canadians, 2000
- The Friendly Dictatorship: Reflections on Canadian Democracy, 2001

## Riviste e giornali con cui ha collaborato
- The Globe and Mail
- La Presse
- Queen's Quarterly
- Revue internationale d’études canadiennes -
- Report on Business Magazine
- Saturday Night

## Università dove è professore in visita
- Università di Oxford
- Università di Edimburgo
- Università di Harvard
- Università di Princeton
- Università Brigham Young
- Università Johns Hopkins
- Università del Maine
- Università della California
- Università dell'Alberta
- Università di Georgetown

## Premi
- Dottorati onorari dell'Università della Columbia Britannica e dell'Università di Western Ontario
- Premio dell'associazione canadese della stampa
- Premio del Governatore generale: studi e saggi di lingua inglese, 1980